# Askafroa

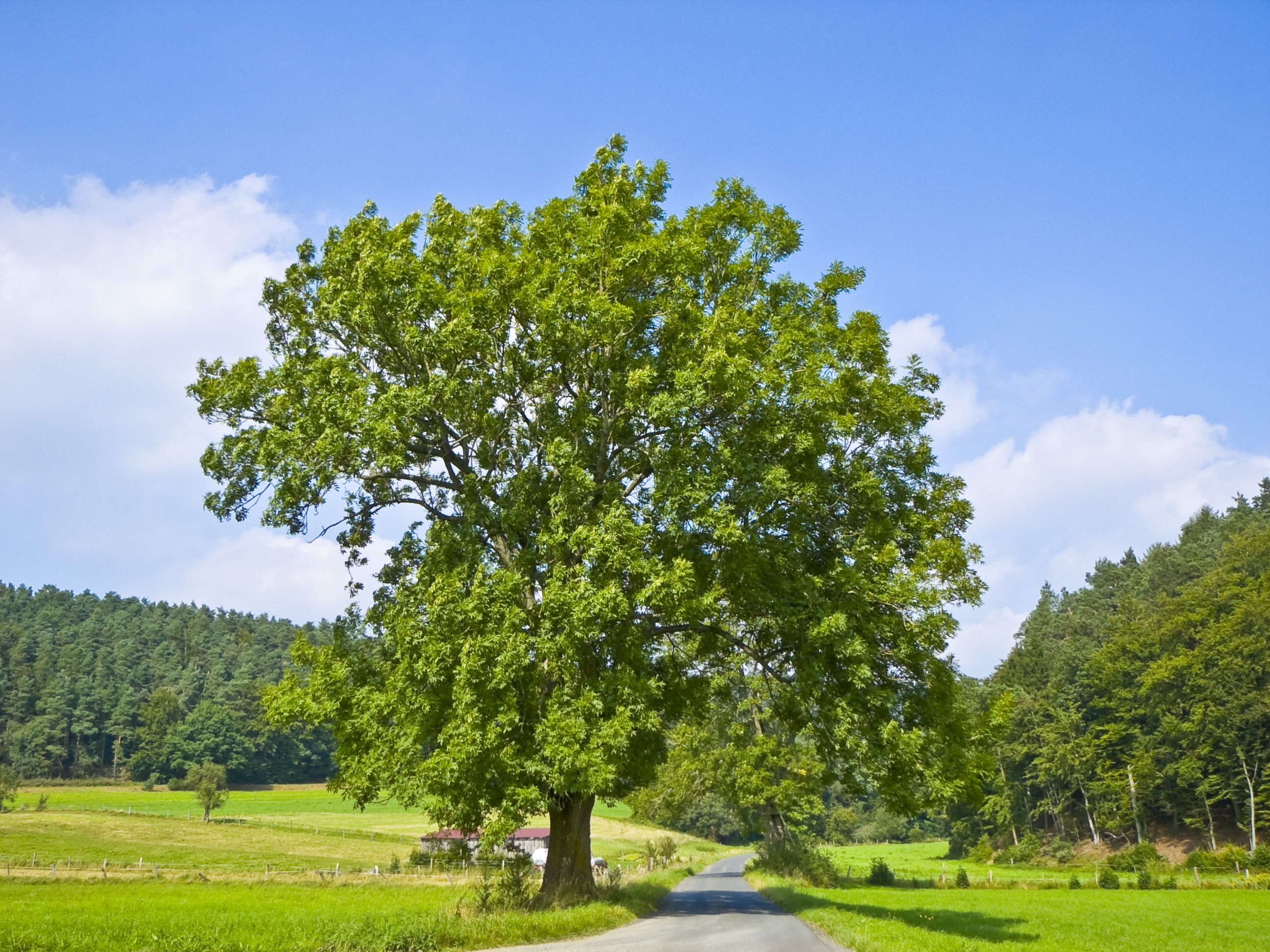
Um freixo europeu.

A Askafroa (sueca "senhora da cinza"), foi um ser no folclore sueco do sul que foi pensado viver no freixo, semelhante às Hamadríades gregas. A crença em Askafroa foi registrada pelo acadêmico sueco Gunnar Olof Hyltén-Cavallius no século 19. De acordo com Hyltén-Cavallius era um costume no Ljunit Cem na Scania,Suécia, sacrificar à Askafroa a fim de invocar sua aquiescência. A crença em Askafroa está intimamente relacionada aos tipos semelhantes de veneração de árvores no folclore escandinavo.
Em seu trabalho etnográfico Wärend och Wirdarne, Hyltén-Cavallius registrou uma crença em uma criatura feminina vivendo em um freixo. Os mais velhos costumavam sacrificar à Askafroa na manhã de Quarta-feira de Cinzas. Antes que o sol nascesse, eles derramavam água sobre as raízes do freixo. Enquanto faziam isso diziam: "Nu offrar jag, så gör du oss ingen skada" significando "Agora eu sacrifico [a você], para que você não nos faça qualquer dano". Hyltén-Cavallius mais adiante escreve que se alguém quebrassse os ramos ou galhos de um freixo, pensava-se que ele se tornaria doente.
O RPG online Dark Age of Camelot caracteriza inimigos na forma de Askafroar.